# Посольство України в Катарі
Посольство України в Катарі — дипломатична місія України в Катарі, знаходиться в м. Доха.

## Історія дипломатичних відносин
Дипломатичні відносини між Україною та Державою Катар установлено 13 квітня 1993 року. Посольство України в Катарі відкрилось з 12 березня 2013 року.

## Керівники дипломатичної місії
1. Тимофєєв Ігор Володимирович (2002—2003), за сумісництвом
2. Микитенко Євген Олегович (2004—2006)
3. Пасько Сергій Олексійович (2008—2009)
4. Полурез Юрій Володимирович (2011—2012)
5. Микитенко Євген Олегович (2013—2019), з резиденцією в місті Доха
6. Кузьменко Андрій Михайлович (2019[2]-)